# Moser (Musikerfamilie)
Moser ist u. a. der Name nachfolgender deutscher Musikerfamilie.

## Stammbaum
Andreas Moser (1859 Semlin a. d. Donau – 1925 Berlin), deutscher Musiker, Musikpädagoge und Musikwissenschaftler ∞ Edda geb. Elcho (1868–1930), Tochter von Rudolf Elcho (1839 Enkirch – 1923 Berlin), deutscher Schriftsteller
Hans Joachim Moser (1889 Berlin – 1967 ebenda), deutscher Musikwissenschaftler, Komponist, Sänger und Schriftsteller
Aus erster Ehe:
2 Kinder
Aus 2. Ehe mit Dorothea geb. Duffing, Schneiderin:
Jörg G. Moser, Biologe und Hochschullehrer (1936 Berlin – 2015 Düsseldorf)
Aus 1. Ehe:
Deniz Moser (Pilot) ∞ Randi geb. Sauer
Henri Moser
Daphne Hering geb. Moser ∞ Gunar Hering
Magnus Moser
Cosima Moser
Aus 2. Ehe mit Filiz geb. Yermen (Türkei), Apothekerin:
Heinrich Moser, Schmerztherapeut ∞ Rene´ Snel
Susanne Moser, Hilfe bei Al Gore ∞ Carol Berzonsky
Edda Moser (* 1938 Berlin), deutsche Opernsängerin (Sopran) und Hochschullehrerin
Kai Moser (* 1944 Potsdam), deutscher Cellist ∞ Edith Wiens (* 1950 Saskaton), kanadische Opern-, Lied- und Konzertsängerin (Sopran) und Pädagogin
Johannes Moser (* 1979 München), deutscher Cellist und Hochschullehrer
Benjamin Moser (* 1981 München), deutscher Pianist
Petra Moser (* ?, Genf)
Aus Liaison mit Hanna Walch (1910–2004), Urenkelin von Clara Schumann:
Dietz-Rüdiger Moser (1939–2010), deutscher Volkskundler, Literaturhistoriker und Musikwissenschaftler
Wolf-Hildebrand Moser (* 1943 Berlin), deutscher Musikwissenschaftler, Komponist, Opernsänger (Tenor) und Schriftsteller
Aus unbekannten Beziehung:
Konrad Moser
Marius Moser